# پایگاه هوایی شتورو-دول
پایگاه هوایی شتورو-دول (به انگلیسی: Châteauroux-Déols Air Base) یک فرودگاه است . این فرودگاه در شهر شتورو کشور فرانسه قرار دارد .